# Vpadni kot
Vpádni kót je kot med vpadnim žarkom in vpadno pravokotnico. Pri lomu svetlobe povezuje vpadni kot z lomnim kotom lomni zakon, pri odboju pa povezuje odbojni zakon vpadni in odbojni kot.

## Vpadni kot (letalsko krilo)
Vpadni kot - {\displaystyle \alpha } (ang. angle of attack AOA) je kot med tetivo krila ("chord") in relativnim zračnim tokom. Večji vpadni kot pomeni večji koeficienta vzgona (CL) in s tem večji vzgon. Večina kril lahko generira vzgon do kritičnega vpadnega kota, ki je ponavavadi okrog 15-20 stopinj. Če se kot poveča nad to vrednost pride do odcepitve mejne plast in s tem do vrija.
Obstaja tudi podoben termin - geometrijski kot, ki je kot med tetivo in referenčno osjo letala.